# Nguyễn Văn Việt (cầu thủ bóng đá, sinh 1989)
Nguyễn Văn Việt (sinh ngày 17 tháng 1 năm 1989) là một cầu thủ bóng đá người Việt Nam thi đấu ở vị trí trung vệ cho câu lạc bộ Khánh Hòa.

## Sự nghiệp
Nguyễn Văn Việt gia nhập đội bóng quê hương Quảng Nam từ năm 15 tuổi và từng bước chinh phục các giải trẻ để góp mặt ở đội một. Anh là nhân tố quan trọng đưa đội bóng Quảng Nam từ Giải hạng Nhì Quốc gia lên V.League 1.
Năm 2014, Văn Việt dính chấn thương nặng khiến anh phải nghỉ thi đấu gần 3 năm và đã tính đến chuyện giải nghệ. Trong thời gian dưỡng thương, anh theo học lấy bằng C huấn luyện rồi về làm trợ lý đội trẻ Quảng Nam và từng làm soát vé ở sân vận động để kiếm thêm thu nhập cho gia đình.
Năm 2017, anh đến thử việc tại Than Quảng Ninh. Ba mùa giải khoác áo Quảng Ninh, Văn Việt chỉ đóng vai dự bị ở hàng phòng ngự. Nhưng khi được huấn luyện viên Phan Thanh Hùng trao cơ hội, anh đã thi đấu ấn tượng, tạo dựng niềm tin với ông thầy. Ở mùa giải 2020, Văn Việt thi đấu 12/19 trận, trong đó có 10 lần ra sân ở đội hình xuất phát của Than Quảng Ninh. Phong độ cao giúp anh được huấn luyện viên Park Hang-seo gọi lên tuyển Việt Nam trong đợt tập chung cuối năm 2020.
Cuối năm 2020, Văn Việt đã gia nhập câu lạc bộ Hoàng Anh Gia Lai sau khi hết hạn hợp đồng với Than Quảng Ninh. Tuy nhiên, anh lại không có nhiều cơ hội ra sân cho HAGL khi huấn luyện viên Kiatisuk ưu thích sử dụng hai trung vệ ngoại. Trong 2 năm chơi bóng tại Pleiku, số lần ra sân tại V.League 1 của Văn Việt chỉ là con số 7 (với 4 lần được xếp đá chính). Vậy nên khi mùa giải 2022 khép lại, anh đã quyết định dứt áo ra đi, thay vì tìm kiếm cơ hội gia hạn hợp đồng.
Rời HAGL, Văn Việt gia nhập Khánh Hòa với bản hợp đồng 1 năm. Anh chính thức ra mắt câu lạc bộ vào ngày 3 tháng 2 trong trận mở màn V.League 2023 gặp Đông Á Thanh Hóa.